# マンハッタン宣言
マンハッタン宣言 キリスト者の良心の呼び掛け（マンハッタンせんげん キリストしゃのりょうしんのよびかけ、Manhattan Declaration: A Call of Christian Conscience）は、アメリカ合衆国の保守的福音派、カトリック教会内の保守派、北米聖公会、正教会の指導者152名（発表前日時点）が署名し2009年11月20日に発表されたキリスト教の宣言

。進行中の政治および社会的論議を念頭におきつつ、同性結婚や人工妊娠中絶を容認する法制度へ反対するキリスト教、プロライフの立場を再確認し、市民的不服従を通じて積極的にこの立場へ参画することを呼びかけている

。

## 概要
宣言のウェブサイト（外部リンク参照）では、宣言に加わる者は「いかなる政治団体の立場でもなく、ただ十字架にかけられ、よみがえられた主イエス・キリスト、道、真理、生命である方に従う者としてこれに参加」する者であるとし

、また宣言前文は「オーソドックス（正教、正統）、カトリック（普遍、公同）、エヴァンジェリカル（福音主義、福音派、福音的）のキリスト者」として宣言する旨を述べている。
宣言の原案は福音派の代表的人物の一人チャールズ・コルソン (Charles Colson)、カトリックであるプリンストン大学法学教授ロバート・ジョージ (Robert P. George)、サムフォード大学神学部長ティモシー・ジョージ (Timothy George) によって起草され、2009年9月にマンハッタンにて行なわれたキリスト教指導者の会合に諮った後、最終的に4,700語からなる宣言にまとめられ、11月20日ワシントンD.C.における記者会見で発表された

。
前文では、宣言者は2000年間にわたって神のことばを宣言し貧困や人種差別等の問題に際して弱者に味方してきたキリスト教の伝統の継承者であることを表明している。宣言の骨子として強調されているのは人間の生命の神聖・結婚の尊厳・良心と信仰の自由の三理念である。これらは保守的キリスト教勢力の主張として特に新規なものではない

。具体的な論点としては人工妊娠中絶・胚性幹細胞研究・安楽死などの容認を余儀なくさせる法制度には従う意思を持たず、同性結婚についても妥協の余地がないことを述べ、宗教団体が開設する病院をはじめとした社会サービス施設が信条に沿わない業務を強要されることの問題を強調する論調となっている

。
また「市民的不服従」を通じた具体的な行動を呼びかける一節があり、これについては署名者の中に過剰な表現と見なす者がある

。一方で起草者の一人ロバート・ジョージは、会見で自らがウェスト・ヴァージニア州の納税の部分的拒否を実践する団体（公的予算による人工妊娠中絶に反対の立場から）の代表であることを表明し、さらに人工妊娠中絶薬の販売窓口になる薬剤師の離職、人工妊娠中絶や安楽死を行う立場になる医師の転職などを可能な具体的行動の例として挙げている

。

## 主な署名者
福音派
ジェームス・ドブソン - 「フォーカス・オン・ザ・ファミリー」設立者
ライス・アンダーソン (Leith Anderson) - 全米福音同盟議長
ティモシー・ジョージ (Timothy George) - サムフォード大学神学部長・教授
ティモシー・ケラー - リディーマー長老教会牧師、著作家
北米聖公会
ロバート・ダンカン（Robert Duncan） - 北米聖公会大主教
カトリック教会
ジョン・パトリック・フォレー（John Patrick Foley） - 枢機卿
ティモシー・ドーラン (Timothy Dolan)  - ニューヨーク大司教
ドナルド・ウイロウ (Donald W. Wuerl)  - ワシントン大司教
正教会
ヨナ・パフハウゼン (Metr. Jonah Paffhausen) - 府主教・アメリカ正教会首座主教
マーク・メイモン（Mark (Maymon) of Toledo） - アンティオキア総主教庁北米大主教区の主教
チャド・ハトフィールド (Fr. Chad Hatfield) - 聖ウラジーミル神学院（St. Vladimir's Orthodox Theological Seminary）学長・長司祭
アレグザンダー・ウェブスター (Fr. Alexander F. C. Webster) - ジョージ・ワシントン大学教授・長司祭

## 背景と評価
起草者の一人チャールズ・コルソンはニクソン時代から政界と深い関係を持つことで知られているほか、署名者はいわゆるキリスト教右派政治団体の人物を網羅しているわけではないものの、教役者のみならず多くの福音派政治団体の指導者が名を連ねている

。また内容も喫緊の論題に関しての大統領や議会へのアピールを含んでおり、その政治的意図としてはジョージ・W・ブッシュ体制当時に影響力をもっていたものの一枚岩とはいえない保守的カトリックと福音派の連携の再活性化、さらにオバマ大統領体制および議会に対して伝統的な生命観・家族観を強固に支持する陣営の健在を示すことが指摘されている

。具体的には、発表時点で議論が行なわれている国の医療制度改革に関する議論、ワシントンD.C.における同性結婚法案の議論、さらに就業における性差別禁止を定める法案への影響力を期待したものであり、また同性婚などに比較的寛容な若年層への働きかけも念頭に置かれていると見られている

。福音派、保守的カトリックのみならず、正教会関係者も署名している。
一方でキリスト教右派指導者の中には、宣言は論点を列挙しているだけで焦点が明確ではない、あるいは従来の主張を繰り返すのみで訴求力を欠いているとの批判があり、政治的性格と同程度に宗教的なメッセージが主眼とされているとの評価もある

。